# Meister des Amsterdamer Marientodes

Meister des Amsterdamer Marientodes: Der Tod Mariens (Maria auf dem Sterbebett), c. 1500, Rijksmuseum Amsterdam

Als Meister des Amsterdamer Marientodes wird ein flämischer Maler bezeichnet, der um 1500 vermutlich in Amsterdam oder Utrecht tätig war.

## Namensgebung
Der namentlich nicht bekannte Meister des Amsterdamer Marientodes erhielt seinen Notnamen nach seinem Bild, das den Tod Mariens, der Mutter Jesu darstellt. Das Bild befindet sich heute im Besitz des Amsterdamer Rijksmuseums.
Sein auch als Dormitio bekanntes Motiv stellt Maria auf dem Sterbebett dar, weswegen der Meister auf Niederländisch als Meester van het Amsterdamse sterfbed van Maria bekannt ist.
Das namensgebende Bild des Meisters war aus dem Bestand des Hofje van de Zeven Keurvorsten (Haus der Sieben Kurfürsten) in Amsterdam ins Museum gelangt, in der Kunsthistorik wurde daher auch ein Notname wie Meister des Hauses der Sieben Kurfürsten für den Maler des Werkes vorgeschlagen.

## Stil
Der Meister des Amsterdamer Marientodes wird stilistisch zu den altniederländischen Malern gezählt. Seine Malweise soll Vorläufer der Technik von Jacob Cornelisz. van Oostsanen sein.

## Werke (Auswahl)
- Tod Mariens, Rijksmuseum Amsterdam (Inv. Nr. SK-A-3467)

Dem Meister werden einige wenige weitere Bilder zugeordnet, darunter das Porträt eines Ehepaares, wie heute der Marientod ebenfalls im Rotterdamer Museum. Das Bild wurde durch Vergleich der Mode und Malweise der Kleidung als ein Werk des Meisters anerkannt.